# Estakada Pomorska

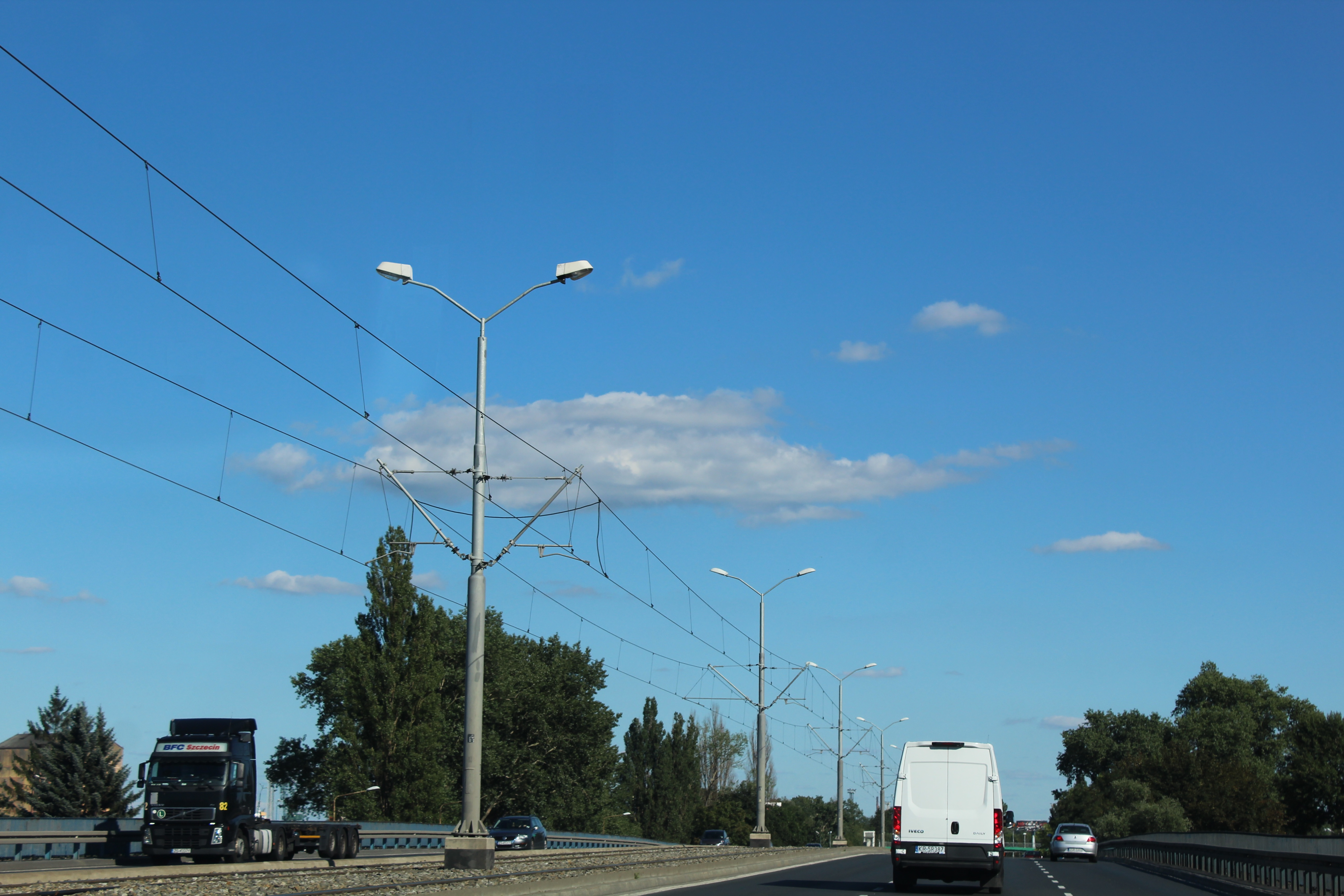
Estakada Pomorska w 2015 r.

Estakada Pomorska – estakada w Szczecinie w ciągu drogi krajowej nr 10 na wyspie Zaleskie Łęgi. Biegnie nią ul. Gdańska oraz torowisko tramwajowe do pętli Turkusowa. Administracyjnie znajduje się w obrębie osiedla Międzyodrze-Wyspa Pucka.
Jest częścią głównego szlaku komunikacyjnego łączącego lewo- i prawobrzeżną część Szczecina. Częste przetoki wagonów towarowych do portu morskiego powodowały problemy z przejazdem dawną ul. Gdańską – cztery przejazdy kolejowo-drogowe na portowych bocznicach kolejowych skutecznie hamowały ruch, a uzgodnienia z PKP odnośnie do przetoków tych wagonów w określonych godzinach (poza szczytem komunikacyjnym) na niewiele się zdały. Zmusiło to władze miasta do modernizacji całego ciągu ul. Gdańskiej, podczas której w latach 70. XX wieku powstała estakada. Jej otwarcie miało miejsce w końcu 1972 roku, a 2 stycznia 1973 przeniesiono na nią ruch tramwajowy. Obecnie jeżdżą nią tramwaje linii  2,  7,  8.
W latach 1998–2000 przeprowadzono kompleksowy remont obiektu (głównie usunięcie zmian korozyjnych), na który złożyły się prace na obu jezdniach oraz przy „podniebieniu” i podporach dylatacyjnych estakady.
Jesienią 2020 r. rozpoczął się kolejny kompleksowy remont Estakady. Zaplanowano go na dwa lata
Poniżej estakady znajduje się m.in. wjazd na teren Elektrowni Szczecin.